# Hypereosinophilie

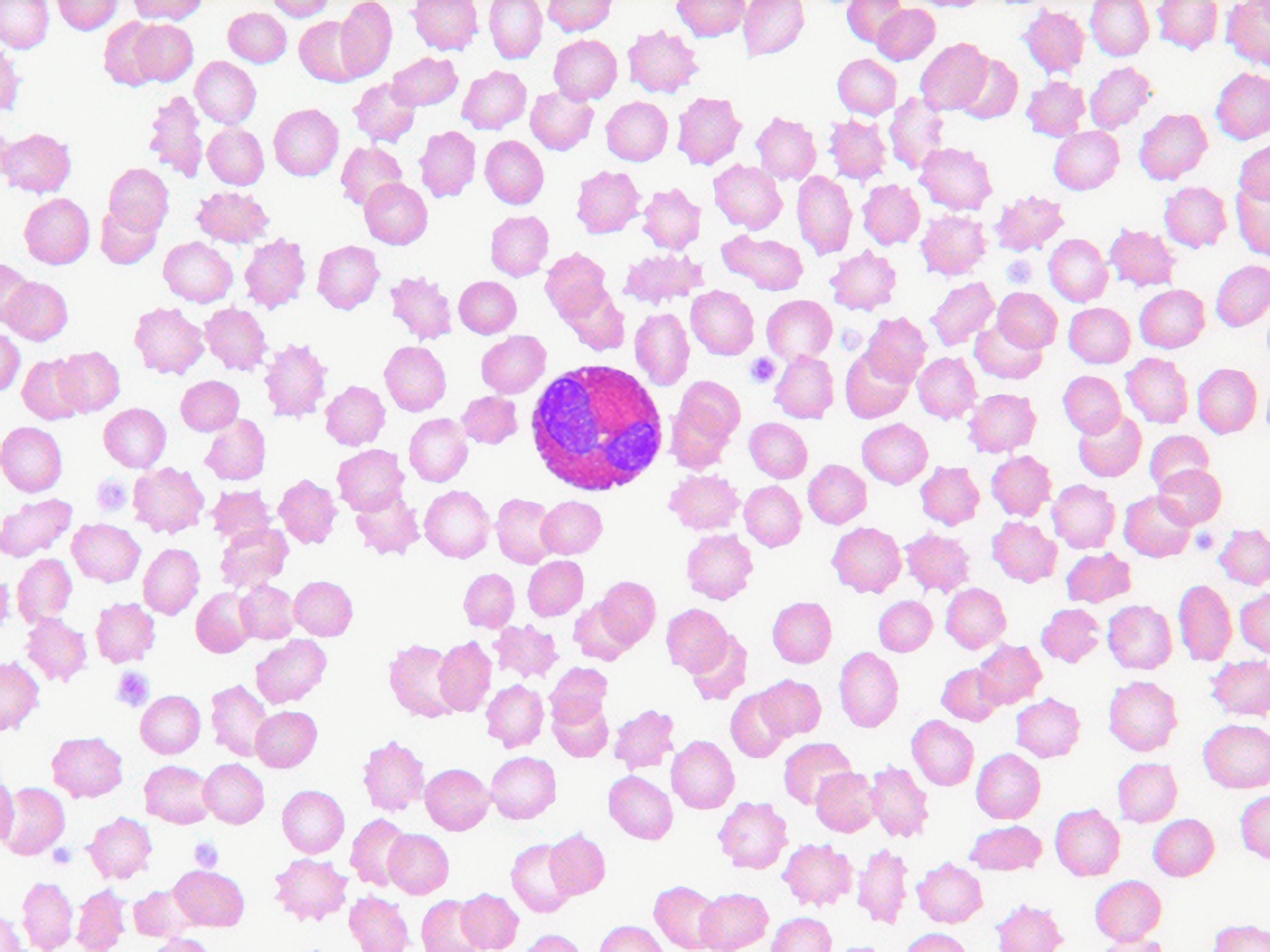
Drei eosinophile Granulozyten im peripheren Blutausstrich

Der medizinische Fachterminus „Hypereosinophilie“ (HE) bezeichnet eine über einen längeren Zeitraum anhaltende Vermehrung von eosinophilen Granulozyten (kurz: Eosinophilen) über 1,5 × 109/L im peripheren Blut und/oder eine höhergradige Gewebeinfiltration durch eosinophile Granulozyten.

## Definition
Der Begriff ‚Hypereosinophilie‘ wurde durch die International consensus group definitions for Hypereosinophilia and Hypereosinophilic Syndromes im Jahr 2012 genau definiert. Eine Hypereosinophilie liegt nach dieser Definition dann vor, wenn:
1. mehr als 1,5 × 109/L (1,5/nl) eosinophile Granulozyten bei zwei Blutabnahmen, die im Abstand von mehr als einem Monat durchgeführt wurden, nachweisbar sind (bei lebensbedrohlichen Situationen kann der Ein-Monats-Abstand auch verkürzt werden),
und/oder
2. eine Gewebe-Eosinophilie vorliegt, die durch folgende Merkmale gekennzeichnet ist:

- Prozentsatz an Eosinophilen bei einer histologischen Untersuchung des Knochenmarks macht über 20 % aller kernhaltigen Zellen aus;
und/oder
- Eosinophilen-Infiltration im Gewebe, die durch einen Pathologen als ausgedehnt beurteilt wird;
und/oder
- deutliche Ablagerungen von Proteinen aus Eosinophilen-Granula im Gewebe nachweisbar sind (eine gleichzeitige Gewebe-Infiltration durch Eosinophile ist dabei nicht obligat).

## Formen der Hypereosinophilie
Die oben zitierte Expertengruppe schlug folgende Einteilung der Hypereosinophilien vor:
| Bezeichnung                        | Abkürzung | Pathogenese/Definition |
| ---------------------------------- | --------- | --- |
| Hereditäe (familiäre) HE           | HEFA      | Unbekannte Pathogenese, familiäre Häufung, kein Hinweis für einen angeborenen Immundefekt, keine Evidenz für eine reaktive oder zugrundeliegende neoplastische Ursache                                 |
| HE undeterminierter Signifikanz    | HEUS      | Keine erkennbare zugrundeliegende Ursache der HE, keine familiäre Häufung, keine Evidenz für eine reaktive oder zugrundeliegende neoplastische Ursache, keine Organschäden durch die Hypereosinophilie |
| Primäre (klonale/neoplastische) HE | HEN       | Zugrundeliegende hämatopoetische Stammzellerkrankung, die Eosinophilen sind hierbei Teil des neoplastischen Klons                                                                                      |
| Sekundäre (reaktive) HE            | HER       | Nicht-klonale Hypereosinophilie, meist durch erhöhte Zytokinausschüttung bei anderen zugrundeliegenden Erkrankungen                                                                                    |
| Hypereosinophilie-Syndrom          | HES       | Kriterien für die periphere Blut-Hypereosinophilie erfüllt und gleichzeitig vorliegende Organschäden durch Eosinophileninfiltration oder Ablagerung von Proteinen aus Eosinophilen-Granula.            |

Im Fall der klonalen oder reaktiven Hyperososinophilien ist zu betonen, dass die endgültige Diagnose hier nicht einfach „Hypereosinophilie“ lauten sollte, sondern dass genauer nach der zugrundeliegenden Ursache geforscht werden muss. Beispielsweise sollte bei klonalen HE eine genetische Analyse erfolgen und bei reaktiven Eosinophilien muss nach den auslösenden Erkrankungen gesucht werden (allergische Reaktionen, Infektionen, Autoimmunerkrankungen etc.).

## Ursachen

### Reaktive Hypereosinophilien
Die reaktiven Hypereosinophilien sind meist durch Zytokine vermittelt – vor allem durch Interleukin-3 (IL-3), Interleukin-5 (IL-5), Granulozyten-Makrophagen-Kolonie-stimulierenden Faktor (GM-CSF). Allerdings sind nicht bei allen reaktiven HE diese Zytokine erhöht messbar.
Reaktive HE finden sich bei Atopien, allergischen Reaktionen, manchen Infektionen (vor allem Wurm- und Parasiteninfektionen), bestimmten Medikamenten oder Autoimmunerkrankungen. Selten finden sich begleitende, nicht-klonale Eosinophilien bei hämatologischen Neoplasien oder soliden Tumoren.
Medikamentenreaktionen führen selten zu einer (Hyper-)Eosinophilie und wenn, dann verläuft diese meist milde. Eine sehr seltene Form der systemischen Reaktion mit (Hyper-)Eosinophilie ist das sogenannte DRESS-Syndrom (Syndrom der Medikamentenreaktion mit Eosinophilie und systemischen Symptomen). Ursächliche Medikamente sind beispielsweise Phenytoin, Carbamazepin und Phenobarbital.

### Klonale Hypereosinophilien
| Veränderung                              | Therapie          |
| ---------------------------------------- | ----------------- |
| PDGFRA-Fusionsgene (z. B. FIP1L1-PDGFRA) | z. B. Imatinib    |
| PDGFRB-Fusionsgene (z. B. ETV6-PDGFRB)   | z. B. Imatinib    |
| FGFR1-Fusionsgene (z. B. BCR-FGFR1)      | (experimentell)   |
| JAK2-Fusionsgene (z. B. PCM1-JAK2)       | z. B. Ruxolitinib |

Klonale Hypereosinophilien sind maligne oder zumindest prämaligne Eosinophilienproliferationen, d. h. die Eosinophilen sind Teil des malignen Zellklons. Klonale Eosinophilien finden sich am häufigsten bei chronischen myeloischen Erkrankungen: bei Myeloproliferativen Neoplasien (MPN) oder Mischformen aus Myelodysplasien und MPN. Seltener treten sie bei akuter myeloischer Leukämie (AML) oder akuter lymphatischer Leukämie/Lymphomen der B- oder T-Zell-Reihe auf.
Seit 2008 beinhaltet die Klassifikation der hämatopoetischen Neoplasien durch die Weltgesundheitsorganisation (WHO) eine Entität Myeloische oder lymphatische Neoplasien mit Eosinophilie und Aberrationen der Gene PDGFRA, PDGFRB oder FGFR1. In der Neuauflage der WHO-Klassifikation kamen noch zusätzlich die Fälle mit Nachweis eines Fusionsgens PCM1-JAK2 hinzu.
Bei Verdacht auf das Vorliegen einer klonalen Hypereosinophilie sollte versucht werden, die Klonalität durch Nachweis entsprechender genetischer Veränderungen mit zytogenetischen oder molekulargenetischen Methoden zu beweisen. Dies ist auch deswegen sinnvoll, weil einige dieser Veränderungen therapeutisch mit spezifischen Tyrosinkinaseinhibitoren gut behandelbar sind.

## Relative versus absolute Eosinophilenwerte
Zu beachten ist, dass für die Diagnosestellung einer Hypereosinophilie absolute Eosinophilenwerte gefordert werden. Im klinischen Alltag werden jedoch häufig relative Werte angegeben. Der Normalwert für die peripheren Blut-Leukozyten liegt bei etwa 4–10/nl (oder 4000–10.000/µl). Bei einem Leukozytenwert von 4/nl entsprechen 1,5/nl Eosinophile einem Eosinophilenanteil von 37,5 %, bei einem Leukozytenwert von 10/nl jedoch nur 15 %.